# Lemut
Lemut [lemút] je priimek več znanih Slovencev in Slovenk.

## Znani nosilci in nosilke priimka
- Barbara Lemut, pevka
- Blaž Lemut, računalnikar
- Domen Lemut, kitarist
- Gal Lemut (* 1994), fizik
- Jože Lemut Saša (1918 – 1942), aktivist OF, organizator NOB
- Maruša Lemut, oblikovalka
- Melita Sternad Lemut (* 1967), živilska tehnologinja, vinoslovka
- Melita Lemut Bajec, jezikoslovka
- Nika Lemut, režiserka avdiovizualnih del, scenaristka, ilustratorka
- Silvester Lemut, agronom
- Matjaž Lemut, agronom, vinogradnik, enolog
- Ana Gabrijela (Jelka) Lemut, agronomka, učiteljica